# Арнон Мілчен
Арнон Мілчен (англ. Arnon Milchan, івр. ארנון מילצ'ן, 6 грудня 1944, Реховот) — ізраїльський кінопродюсер, спродюсував більш ніж 130 повнометражних фільмів. Мілчен, мільярдер і власник компанії «New Regency Films», був також ключовим ізраїльським розвідником з 1960-х до середини 1980-х рр.
Арнон Мілчен спродюсував більшість критичних і фінансово-успішних фільмів. Після со-продюсування фільму «Красуня», Мілчен заснував компанію «Regency Enterprises». Фільми компанії «Regency» включають лауреатів і номінантів на премію «Оскар», також як і фінансові хіти, включаючи «12 років рабства», «Секрети Лос-Анджелеса», «Джон Ф. Кеннеді. Постріли в Далласі», « Бійцівський клуб» і «Містер і місіс Сміт» і багато інших. Його вважають одним з найбільш плідних незалежних продюсерів в історії Голлівуду. Він є громадянином Ізраїлю і резидентом Ізраїлю.